# Drobnocvetni vrbovec
DROBNOCVETNI VRBOVEC
Epilobium parviflorum
Drobnocvetni vrbovec je zdravilna rastlina, ki jo najdemo predvsem ob poteh, potokih in na travnikih. Predvsem po zaslugi avstrijske zeliščarice Marije Treben je postal v zadnjih dveh desetletjih zelo cenjen in iskan predvsem zoper težave s prostato.
Je trajnica, spada v družino svetlinovk.

## Vrste vrbovca
Poznamo kar precej uporabnih vrst vrbovca, ki jih lahko najdemo širom Slovenije. Če iščemo vrbovec za zdravilne namene potem generalno velja, da smo pozorni na drobne, 1 do 2 cm velike roza cvetove, semenske stroke, velikost do 90 cm, spodnji listi so praviloma vedno nasprotni. 
Drobnocvetni vrbovec (Epilobium parviflorum) – roza cvetovi v zalistjih zgornjih listov, premer cvetov 1,5-2,2 cm, štiri kratke brazde. Steblo zgoraj kratkodlakavo. Spodnji listi nasprotni, srednji in zgornji premenjalni, 3-7 cm dolgi. Raste na nabrežjih, mokrih robovih gozdnih poti, občasno poplavljenih predelih. Cveti od junija do septembra, zraste 20 – 80 cm visoko. 
Še najlažje ga opazimo zaradi njegovih podolgovatih semenskih strokov, ki se potem razprejo in pokažejo se  majhna semena z belimi, bombažu podobnimi laski. Prav ti stroki z laski so bistveno bolj opazni kot njegovi skromni rožnati cvetovi. Uporaben za zdravilne namene.
Močvirski vrbovec (Epilobium palustre) – cvetovi v zalistjih zgornjih listov, premer cvetov 1-1,5 cm, lijakasti, rdečevijoličasti, štiri brazde. Steblo okroglo. Listi nasprotni, 3-6 cm dolgi, sedeči. Raste na nizkih barjih, ob jarkih, na mokrih travnikih. Cveti od julija do septembra, zraste od 10-50 cm visoko.
Gorski vrbovec (Epilobium montanum) – cvetovi v zalistjih zgornjih listov, premer cvetov 1,5-2,2 cm, štiri kratke brazde. Steblo zgoraj z dvema, večinoma nerazločnima grebenoma. Večinoma vsi listi nasprotni, le redko zgornji premenjalni ali po trije v vretencih. Raste v gozdovih, živih mejah, vrtovih. Pojavlja se predvsem v hribih na višini cca 700 mnv, včasih ga najdemo tudi nižje. Cveti od junija do septembra, zraste od 30-90 cm visoko. Zdravilen.
rožnatocvetni vrbovec (Epilobium roseum) – cvetovi v zalistjih zgornjih listov, premeri cvetov od 1-1,5 cm, lijakasti, sprva skoraj beli, nato pa rožnati, štiri glavičasto zrasle brazde. Steblo zgoraj nerazločno oglato, robovi dlakavi, listi nasprotni. Raste ob potokih in rekah, na sipinah, ob jarkih. V nižinah ne raste, najdemo ga v hribovju in v alpskem predgorju. Cveti od julija do septembra, zraste 20-90 cm visoko. Zdravilen
robatastostebelni vrbovec (Epilobium tetragonum) – rdečevijoličasti cvetovi v zalistjih zgornjih listov, premer cvetov od 1-1,5 cm, lijakasti, štiri glavičasto zrasle brazde. Steblo zgoraj nerazločno oglato, spodaj okroglo. Listi nasprotni, praviloma sedeči. Najdemo ga na nabrežjih, ob jarkih, gozdnih poteh, vlažnih ledinah. Cvetija julija in avgusta in zraste 20-80 cm visoko.
temnozeleni vrbovec (Epilobium obscurum), zdravilen
hribski vrbovec (Epilobium colinum), zdravilen
alpski vrbovec (Epilobium anagallidifolium),zdravilen
Dlakavi vrbovec (Epilobium hirsutum) – roza cvetovi v zalistjih zgornjih listov, premer 2-4 cm, štiri zvezdasto razprostre brazde, listi večinoma nasprotni, srednji in zgornji premenjalni, suličasti, 6-12 cm dolgi. Raste ob jarkih, nabrežjih, gozdovih ob bregovih voda, močvirnatih travnikih. Cveti ob julija do septembra, zraste od 0,5 do 1,5 m visoko. Za zdravilne namene se ne uporablja, čeprav ni škodljiv.
Gozdni vrbovec, poznam pod imenom ozkolistno ciprje (Chamaenerion angustifolium) – roza rdečkasti cvetovi v dolgih, rahlih grozdih, premer cvetov 2-4 cm, štiri zvezdasto razprostrte brazde, listi premenjalni, ozko suličasti, 5-15 cm dolgi in 1-2,5 cm široki. Najdemo ga na jasah, gozdnih robovih, ob železniških progah. Večinoma v velikih, številčno bogatih sestojih. Cveti od junija do avgusta, zraste od 0,5 do 1,8 m visoko. Ni škodljivo, vendar se v zdravilne namene ne uporablja(Za zdravilne namene se uporablja v Rusiji/Ivan čaj/,ZDA in Kanadi).

## Pridelava
Drobnocvetni vrbovec lahko zelo uspešno gojite tudi v domačem vrtu. Potrebuje dovolj vlage. Če mu prostor ustreza, se hitro sam razširi.

## Uporabni deli rastline in čas nabiranja
Nabiramo celotni zeleni del cvetoče rastline in sicer ga odtrgamo v sredini, tako, da lahko znova tvori stranske poganjke.
Najbolje ga je nabirati v času cvetenja, najlažje pa ga najdemo potem, ko ima že nekaj semenskih strokov, saj je po njih najbolj prepoznaven.
Če ga nabiramo za čaj, še sveže nabranega razrežemo in potem posušimo. Tinkturo pripravljamo iz sveže rastline.

## Zdravilne učinkovine
Flavonoidi, sitosterol, čreslovine (galotanini), triterpenske kisline, pektini, rastlinski hormoni, lignani.

## Lastnosti in delovanje v zdravilne namene
Vsebuje snovi, ki imajo aktiven učinek na bolezenskem spremembe v našem telesu, delujejo protivnetno in zavirajo procese, ki povzročajo povečanje podmehurnice. Je tradicionalno ljudsko zdravilo pri povečani prostati.
Uporablja se pri vseh (trdovratnih) obolenjih prostate, kot je težko odvajanje vode (hipertrofija oz. povečanje podmehurnice), rak na mehurju in prostati, ali bolečine v mehurju in ledvicah (v te namene se priporoča tudi ženskam). 
Mnogi ljudje, ki imajo dalj časa težave s prostato, lahko s pomočjo drobnocvetnega vrbovca spet ozdravijo, pogosto celo brez operacije. Če je bila operacija že opravljena, čaj iz vrbovca zmanjša ali odstrani pekočo bolečino in druge težave, ki so pogoste po operaciji.

## Pripravki in uporaba
Čaj - čajno žličko suhega zelišča prelijemo z vrelo vodo in pustimo stati 10 minut. Nato precedimo in pijemo dve skodelici dnevno in sicer prvo zjutraj na tešče in drugo zvečer.
Tinktura – svež vrbovec narežemo in z njim 2/3 napolnimo steklen kozarec. Prelijemo do polnega z domačim 45% žganjem in postavimo na temno in toplo mesto (npr. v omaro). Občasno pretresemo. Po 3 tednih precedimo in jemljemo 30 kapljic 2x dnevno in sicer zjutraj na tešče in zvečer.
Čaj in tinkturo pijemo 3 tedne, potem prekinemo za vsaj 1 teden in po potrebi te cikle ponavljamo. Običajno moški pijejo pripravke 2x letno 3 tedne. Ob večjih težavah lahko pripravke iz vrbovca neprekinjeno pijemo tudi do dva meseca, potem pa je potrebna vsaj tedenska prekinitev. Nadaljujemo po potrebi s 3-tedenskimi cikli.
Lažje uriniranje in ponehanje bolečin se običajno pokaže že po prvi terapiji. Za trajnejšo ozdravitev je potrebno piti pripravke dalj časa.

## Nezaželeni učinki
Niso znani. Pred uživanjem se priporoča posvetovanje z zdravnikom. Kompatibilen z zdravili.

## Refernce
Treben, Marija: Zdravje iz Božje lekarne, nasveti in izkušnje z zdravilnimi zelišči; založba Mavrica.
Schoenfelder, Ingrid: Zdravilne rastline - vodnik - Slovenska izdaja - Kranj : Narava, 2006
Aichelle, Dietmar: Kaj neki tu cveti? : v naravi rastoče srednjeevropske kritosemenke - Slovenska izdaja - Kranj : Narava, 2004
Minaeva,V.G. Lekarstvenie rastenija Sibiri,Novosibirsk 1970.
Корсун В. Ф., Корсун Е.В., Журавлев Д.В. Русский чай по имени Иван. Мoskva 2017.
- Ducrey B, Marston A, Göhring S, Hartmann RW, Hostettmann K. Inhibition of 5-alpha-reductase and aromatase by the ellagitannins oenothein A and oenotehin B from Epilobium species. Planta Med 1997,63(2):111-114
- Nowak R,   Krzaczek T.   Pharmacological research involving herbs of Epilobium angustifolium L.   and Epilobium parvifolium Schreb. Herba Polonica 1998;1:5-10.
- Stolarczyk M,  Naruszewicz M,  Kiss AK.  Extracts from Epilobium sp.   Herbs induce apoptosis in human hormone-dependent prostate cancer cells by activating the mitochondrial pathway. J Pharm Pharmacol.2013;65:1044-54
- Schepetkin IA,    Kirpotina LN,    Jakiw L et al. Immunomodulatory activity of oenothein B isolated from Epilobium angustifolium. JImmunol. 2009;183:6754-66
- Marles R, Clavelle C, Monteleone L, Tays N, Burns D. Aborginal plant uses in Canada’s Northwest Boral Forst. 2000. UBC Press, Vancouver
- Vitalone, A; et al. (May 2003). "Extracts of various species of Epilobium inhibit proliferation of human prostate cells". J Pharm Pharmacol. 55 (5): 683–90.
- Hevesi, BT; Houghton, PJ; Habtemariam, S; Kéry, A (May 2009). "Antioxidant and antiinflammatory effect of Epilobium parviflorum Schreb". Phytotherapy Research. 23 (5): 719–724.
- V. Steenkamp; M. C. Gouws; M. Gulumian; E. E. Elgorashi; J. van Staden (January 2006). "Studies on antibacterial, anti-inflammatory and antioxidant activity of herbal remedies used in the treatment of benign prostatic hyperplasia and prostatitis". Journal of Ethnopharmacology. 103 (1): 71–75.
- Hiermann A, Juan H, Sametz W. Die phytochemische Untersuchung von Epilobium-Infusen und deren Einfluss auf die Prostaglandinsynthese. Farmaceutisch Tijdschrift voor Belgie 1984, 61(3):282
- Hiermann A, Juan H, Sametz W. Influence of Epilobium extracts on prostaglandin biosynthesis and carrageenin induced oedema of the rat paw. J Ethnopharmacol 1986, 17(2):161-169
- Hiermann A, Reidlinger M, Juan H, Sametz W. Isolation of the antiphlogistic principle from Epilobium angustifolium. Planta Med 1991, 57(4):357-360
- Hiermann A, Bucar F. Studies of Epilobium angustifolium extracts on growth of accessory sexual organs in rats. J Ethnopharmacol 1997, 55:179-183